# Niżni Staw Rohacki
Niżni Staw Rohacki, zwany też Wielkim Stawem Rohackim (słow. Veľké Roháčske pleso, Prvé Roháčske pleso, Dolné Roháčske pleso, niem. Großer Rohácssee) – największy z czterech Rohackich Stawów, znajdujących się na trzech tarasach w górnej części słowackiej Doliny Rohackiej w Tatrach Zachodnich. Położony jest w malowniczej okolicy, na dnie polodowcowego kotła. Leży najdalej na wschodzie i najniżej z Rohackich Stawów. Niżni Staw jest największym jeziorem w całych Tatrach Zachodnich, ma 2,22 ha powierzchni i 7 m głębokości.
Od południowej strony opadają do niego stożki piargowe Zielonego Wierchu Rohackiego (szczyt północno-wschodniej grani Trzech Kop), od południowej strony niski wał Przedniego Zielonego wznoszący się nad Bufetem Rohackim. We wschodnim kierunku widok na Rakoń, Wołowiec, Rohacze. Powyżej ścieżki, po wschodniej stronie Niżniego Stawu jeszcze jeden maleńki stawek. Przy ścieżce turystycznej zbudowana w latach 1961–62 chatka THS (słowacki odpowiednik polskiego TOPR-u), której daszki w razie deszczu dają schronienie turystom. Turystyczny, dobrze utrzymany szlak prowadzi wzdłuż północnych brzegów stawu. Często przebywają na nim oswojone z widokiem turystów kaczki krzyżówki. Woda spływająca ze stawu zasila Rohacki Potok. W młakach na brzegach stawu bujne kępy knieci górskiej, omiegu górskiego, modrzyka górskiego, miłosnej górskiej i wszędobylskiego rdestu wężownika.

## Szlaki turystyczne
– zielony od Bufetu Rohackiego dolną częścią Doliny Smutnej, obok Niżniego i Pośrednich Stawów do Wyżniego Stawu Rohackiego i dalej na Banikowską Przełęcz.
- Czas przejścia od bufetu do Wyżniego Stawu: 1:30 h, ↓ 1 h
- Czas przejścia znad Wyżniego Stawu na przełęcz: 2:05 h, ↓ 1:35 h